# العلاقات الجنوب سودانية المصرية
العلاقات الجنوب سودانية المصرية هي العلاقات الثنائية التي تجمع بين جنوب السودان ومصر.

## مقارنة بين البلدين
هذه مقارنة عامة ومرجعية للدولتين:
| وجه المقارنة                                              | جنوب السودان                  | مصر           |
| --------------------------------------------------------- | ----------------------------- | ------------- |
| المساحة (كم2)                                             | 619.75 ألف                    | 1.01 مليون    |
| عدد السكان (نسمة)                                         | 12.58 مليون                   | 94.80 مليون   |
| الكثافة السكانية (ن./كم²)                                 | 20.3                          | 93.86         |
| العاصمة                                                   | جوبا                          | القاهرة       |
| اللغة الرسمية                                             | لغة إنجليزية                  | اللغة العربية |
| العملة                                                    | جنيه جنوب سوداني، جنيه سوداني | جنيه مصري     |
| الناتج المحلي الإجمالي (بليون دولار)                      | 2.90 مليار                    | 235.37 مليار  |
| الناتج المحلي الإجمالي (تعادل القوة الشرائية) بليون دولار | 22.88 مليار                   | 998.67 مليار  |
| الناتج المحلي الإجمالي الاسمي للفرد دولار أمريكي          | 73                            | 3.61 ألف      |
| الناتج المحلي الإجمالي للفرد دولار أمريكي                 | 2.02 ألف                      |               |
| مؤشر التنمية البشرية                                      | 0.467                         | 0.690         |
| رمز المكالمات الدولي                                      | +211                          | +20           |
| رمز الإنترنت                                              | .ss                           | .eg، .مصر     |
| المنطقة الزمنية                                           | ت ع م+03:00                   | ت ع م+02:00   |

## منظمات دولية مشتركة
يشترك البلدان في عضوية مجموعة من المنظمات الدولية، منها:
| علم المنظمة | اسم المنظمة                               | تاريخ انضمام جنوب السودان | تاريخ انضمام مصر |
| ----------- | ----------------------------------------- | ------------------------- | ---------------- |
|             | مؤسسة التنمية الدولية                     | 18 أبريل 2012             | 26 أكتوبر 1960   |
|             | يونسكو                                    | 27 أكتوبر 2011            | 22 يناير 1947    |
|             | وكالة ضمان الاستثمار متعدد الأطراف        | 18 أبريل 2012             | 12 أبريل 1988    |
|             | الأمم المتحدة                             | 14 يوليو 2011             | 24 أكتوبر 1945   |
|             | الاتحاد البريدي العالمي                   | ?                         | ?                |
|             | البنك الدولي للإنشاء والتعمير             | 18 أبريل 2012             | 27 ديسمبر 1945   |
|             | الاتحاد الدولي للاتصالات                  | 3 أكتوبر 2011             | 9 ديسمبر 1876    |
|             | مؤسسة التمويل الدولية                     | 18 أبريل 2012             | 20 يوليو 1956    |
|             | المركز الدولي لتسوية المنازعات الاستشارية | 18 مايو 2012              | 2 يونيو 1972     |
|             | منظمة الشرطة الجنائية الدولية             | ?                         | 7 سبتمبر 1923    |
|             | الاتحاد الأفريقي                          | ?                         | 9 يوليو 2002     |
|             | البنك الإفريقي للتنمية                    | ?                         | 10 سبتمبر 1964   |

## وصلات خارجية
- موقع وزارة الخارجية الجنوب سودانية
- موقع وزارة الخارجية المصرية